# Saint-Dizier-les-Domaines
Saint-Dizier-les-Domaines este o comună în departamentul Creuse din centrul Franței. În 2009 avea o populație de 190 de locuitori.

## Evoluția populației
| An        | 1975 | 1982 | 1990 | 1999 | 2006 | 2009 |
| --------- | ---- | ---- | ---- | ---- | ---- | ---- |
| Populație | 297  | 242  | 215  | 199  | 197  | 190  |

## Geografie
Râul Petite Creuse formează limita naturală nord-estică a comunei.